# Mozerov
Mozerov (německy Moserow) je malá vesnice, část obce Věž v okrese Havlíčkův Brod. Nachází se asi 2 km na severozápad od Věže. V roce 2009 zde bylo evidováno 10 adres. V roce 2001 zde trvale žili tři obyvatelé
Mozerov leží v katastrálním území Věž o výměře 6,53 km2.